# Kisdér
Kisdér é um município da Hungria, situado no condado de Baranya. Tem 4,37 km² de área e sua população em 2019 foi estimada em 95 habitantes.